# Šentpavel na Dolenjskem
Šentpavel na Dolenjskem je naselje v Občini Ivančna Gorica.